# Technion
Technion (hebr. הטכניון - מכון טכנולוגי לישראל, ha-Technion - machon technologi lisrael, engelskt namn: Technion – Israel Institute of Technology), universitet i Haifa, Israel, med särskild inriktning mot tekniska och naturvetenskapliga ämnen och med utbildning även i medicin. Det är Israels äldsta universitet. Grundstensläggningen för lärosätets första byggnad skedde 1912, då området ännu lydde under det Osmanska riket.
På senare år har fyra av universitetets forskare belönats med nobelpriset i kemi: Avram Hershko och Aaron Ciechanover 2004, Dan Shechtman 2011, samt Arieh Warshel 2013. 